# Youcef Yousfi
Youcef Yousfi (in arabo يوسف اليوسف; Batna, 2 ottobre 1941) è un politico algerino, primo ministro dell'Algeria ad interim dal 13 marzo 2014 al 29 aprile 2014.
È stato Ministro dell'Energia e delle Miniere tra il 2010 e il 2015. Ha ricoperto per un breve periodo il ruolo di Primo Ministro ad interim dell'Algeria nel marzo-aprile 2014. Yousfi è stato Rappresentante permanente dell'Algeria presso le Nazioni Unite dal 2006 al 2008.